# 杜尔
杜尔（法語：Dour，法語發音：[duʁ]）是比利时瓦隆大区埃諾省蒙斯區的一个市镇，东南有一小部分与法国接壤，通行法语，是比利时法语社群的一部分，人口16,716人（2018年1月1日）。